# Singlespeed

Un vélo de type singlespeed

Un singlespeed, ou monovitesse en français, est un type de bicyclette avec un unique rapport de transmission. Sur ce type de vélo, il n’est pas possible de changer le rapport de transmission, que ce soit par un dérailleur, un moyeu à vitesse ou toute autre méthode.
De nombreux vélos modernes sont des singlespeeds (liste non-exhaustive) : beaucoup de vélos pour enfants, les BMX, certains cruisers ou vélos en libre-service, les monocycles, les vélos de piste et pignons-fixes utilisés sur la route, ou encore les VTT monovitesses.
Techniquement, tous les vélos en pignon-fixe sont des monovitesses. Mais le terme singlespeed désigne communément un vélo muni d’un système de roue-libre. La suite de cette page ne traite que des vélos munis de roue-libre, permettant de déconnecter la rotation du pédalier de celle de la roue arrière du vélo.

## Avantages
De par sa transmission simplifiée, un singlespeed est généralement moins cher, plus léger et plus robuste qu’un vélo à vitesses de gamme équivalente.
Il y a moins de pièces en mouvement sur un singlespeed et la chaîne est tendue plus régulièrement qu’avec un dérailleur. Cela augmente l’efficacité de la transmission. De plus, l’alignement de la chaîne (ligne de chaîne) étant parfait, l’usure des dents des plateau et pignon est généralement moindre.
De fait, un singlespeed est plus fiable et réclame moins de maintenance. Un monovitesse est donc un bon choix pour une utilisation fréquente et quotidienne, par tous temps. Mais c’est aussi un vélo adapté aux conditions adverses en tout-terrain (boue), pour peu que le rapport de transmission soit en rapport des aptitudes du cycliste.
Un unique pignon étant nécessaire, une roue plus solide peut être construite. En effet, l’espace gagné par les pignons enlevés permet d’utiliser un moyeu à flasques symétriques (ou quasi-symétriques) par rapport au plan du vélo. Le rayonnage résultant est plus solide, notamment par sa plus grande tolérance aux efforts latéraux.
La relative difficulté physique du singlespeed en fait un bon exercice d’entraînement, notamment en tout-terrain. Certains entraîneurs recommandent ainsi la pratique du monovitesse, surtout hors saison sportive.

## Inconvénients
Un singlespeed est moins polyvalent qu’un vélo à vitesses, de par son unique rapport de transmission, qui ne permet un pédalage efficace que dans un intervalle de vitesse limité.
Ainsi, sans possibilité d’adapter le rapport de transmission en roulant, un singlespeed est généralement plus dur à emmener en montée. Lorsque la pente devient forte, la faible cadence de pédalage est un facteur aggravant, sollicitant d’autant plus le cycliste.
À l’inverse, le rapport unique limite aussi la vitesse maximum, qui dépendra de la faculté du cycliste à maintenir une cadence élevée au pédalage (généralement 120 tr/min au maximum). Le choix du rapport de transmission est donc critique pour le cycliste qui veut utiliser un singlespeed de manière sportive.
Un singlespeed est un peu moins fiable qu’un pignon-fixe. Le système de roue-libre peut constituer un point faible, par manque d’entretien ou dans certaines conditions météorologiques (froid extrême, par exemple).

## Abrégé
Dans le vocabulaire cycliste, singlespeed est parfois abrégé en « single ». Exemple : « J’ai monté mon vélo en single. »
Cependant le terme single est aussi utilisé par les vttistes pour désigner un sentier monotrace (singletrack, en anglais).